# عین بوشقیف
عین بوشقیف (به عربی: عین بوشقیف) یک شهرداری در الجزایر است که در استان تیارت واقع شده‌است.